# Black Hawk Bridge
Die Black Hawk Bridge überspannt den Mississippi River und verbindet die Stadt Lansing im Allamakee County in Iowa mit dem landwirtschaftlich geprägten Crawford County in Wisconsin. Sie ist die nördlichste Brücke Iowas über den Mississippi River.
Die Brücke ist nach Black Hawk, einem Häuptling der Sauk und Fox-Indianer, benannt. Über die Black Hawk Bridge, auch „Lansing Bridge“ genannt, führen der Iowa Highway 9 und der Wisconsin Highway 82.
Im Jahre 1929 erfolgte der Baubeginn für die genietete Stahlfachwerkbrücke, 1931 die Fertigstellung. Der Konstrukteur war Melvin B. Stone, die Stahlteile wurden von der McClintic-Marshall Company in Chicago geliefert, der Stahl kam von der Inland Steel Company.

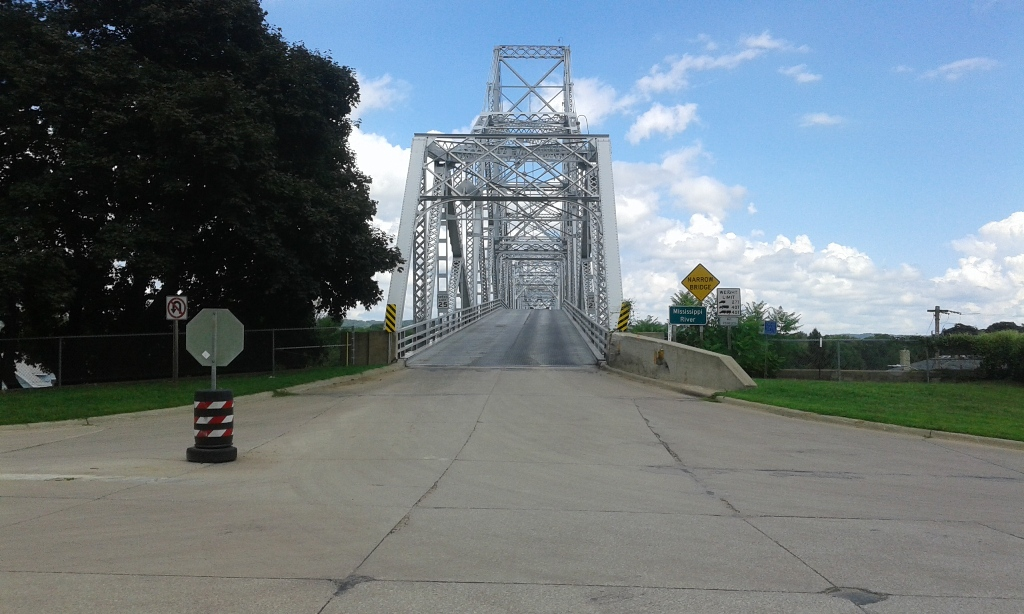
Black Hawk Bridge, Lansing, Iowa

Die Brückenzufahrt in Wisconsin führt über sumpfiges Gelände mit vielen Neben- und Altarmen des Flusses, bevor die eigentliche Brücke erreicht wird. Die Fahrtrinne befindet sich auf der Iowa-Seite. Die Zufahrt in Iowa erfolgt relativ abrupt von einer Stadtstraße in Lansing über eine steile Rampe hinauf auf die Brücke.
Die ursprünglich von der privaten Iowa-Wisconsin Bridge Company errichtete Brücke war von 1945 bis 1957 wegen Schäden durch Eisgang geschlossen. Danach erwarben die Regierungen von Iowa und Wisconsin die Brücke und reparierten sie.
Die Brücke ist nur noch zu 39,9 % nutzbar, aber weder der Staat Iowa noch der Staat Wisconsin haben bisher in Betracht gezogen, die Konstruktion zu erneuern. Das Verkehrsaufkommen rechtfertigt einen neuen Flussübergang aus wirtschaftlichen Gründen nicht. Wenn aber die Brücke abgerissen oder gesperrt würde, entstünde eine 101 km lange Lücke zwischen den nächstgelegenen Brücken.
Der 1999 gedrehte Film Eine wahre Geschichte zeigt eine Szene, in der der Schauspieler Richard Farnsworth mit einem Rasentraktor über die Brücke fährt.